# Betula avatshensis
Betula avatshensis là một loài thực vật có hoa trong họ Betulaceae. Loài này được Kom. mô tả khoa học đầu tiên năm 1914.